# 8961 Schoenobaenus
8961 Schoenobaenus — астероїд головного поясу, відкритий 24 вересня 1960 року.
Тіссеранів параметр щодо Юпітера — 3,177.
За назвою Acrocephalus schoenobaenus (Очеретянка лучна) — вид горобцеподібних